# Thomas Greiner (Autor)
Thomas Greiner (* 1968 in Darmstadt) ist ein deutscher Regisseur und Autor.

## Leben und Werk
Thomas Greiner ist Regisseur und Autor von Dokumentar- und Werbefilmen. Seine Schwerpunkte liegen im Dokumentarfilm bei ethnologischen, sozialen und politischen Inhalten. 2011 belegte er beim internationalen Greenpeace-Filmwettbewerb „VW – the dark side“, eine Kampagne gegen die Volkswagen AG, mit seiner Star-Wars-Parodie verschiedener VW-Werbespots den vierten Platz.
Greiner legt auch im Dokumentarfilm Wert auf szenische Elemente. Bei vielen seiner Arbeiten ist er auch als Kameramann tätig.
Die Theaterstücke „Der listige Fuchs“, eine Mischung aus äsopischen Fabeln und Reineke Fuchs, sowie „Konferenz der Tiere 2.0“, eine Hommage und modernisierte Fassung des Romans Die Konferenz der Tiere von Erich Kästner, sind zwei Kindertheaterstücke von Thomas Greiner, bei denen er auch Regie führte. 2018 verfasste er das Theaterstück "Rheinschwestern", die Geschichte von Lore Lay und ihrer Schwester Lucy Lay. 2019 folgte "Arbeitslos im Olymp – eine göttliche Komödie", ein fantastisches Märchen, das in der antiken Götterwelt angesiedelt ist. Die Uraufführung und Premiere des aktuellen Stück "Rabotz - Auch Roboter sind nur Menschen" fiel im März 2020 auf Grund der COVID-19-Pandemie aus und wurde auf unbestimmte Zeit verschoben.
Thomas Greiner ist nebenberuflich Dozent an der Hochschule Fresenius. Er lebt in Wiesbaden.

## Filme
- Satu tahun oder Ata Langa, Dokumentarfilm über eine Ethnie auf der Insel Flores, Ost-Indonesien
- Metalheads, Dokumentation, 1999, zum 10-jährigen Bestehen des Wacken Open Air Festivals.
- Nordland, Dokumentation, 2004, zum 15-jährigen Bestehen des Wacken Open Air Festivals.
- Majesty – Blind Guardian: Imaginations Through the Looking Glass – DVD Bonusmaterial Wacken Open Air 2002

## Theater
- Der listige Fuchs, Theaterstück 2016, Autor und Regie
- Konferenz der Tiere 2.0, Theaterstück 2017, Autor und Regie
- Rheinschwestern, Theaterstück 2018, Autor und Regie
- Arbeitslos im Olymp - eine göttliche Komödie, Theaterstück 2019, Autor und Regie
- Rabotz - Auch Roboter sind nur Menschen, Theaterstück 2020, Premiere und Uraufführung wegen Corona ausgefallen